# Bahnhof Geithain
Der Bahnhof Geithain ist ein Betriebsstelle der Bahnstrecke Neukieritzsch–Chemnitz und der hier einmündenden Bahnstrecke Leipzig–Geithain auf dem Gemeindegebiet der Stadt Geithain in Sachsen.

## Lage
Der Bahnhof Geithain liegt im Nordosten von Geithain im Süden des sächsischen Landkreises Leipzig.

## Geschichte
Der Bahnhof Geithain wurde am 8. April 1872 als Durchgangsbahnhof der Strecke Kieritzsch–Chemnitz eröffnet. Bevor die Bahnstrecke Leipzig–Geithain am 2. Mai 1887 feierlich eröffnet wurde, erfolgte ein vollständiger Umbau des Bahnhofs Geithain. Zusätzlich entstand eine Lokstation. Auch im Güterverkehr hatte der Bahnhof eine größere Bedeutung, da seit Ende des 19. Jahrhunderts große Mengen Baumaterial der naheliegenden Ziegeleien und Steinbrüche im Bahnhof verladen wurden. Die Station besaß an Hochbauten neben dem Empfangsgebäude einen Güterschuppen, Bahnmeistereien, ein Wohnhaus für Bahnbedienstete, ein Stellwerk und ein Gebäude der Bäuerlichen Handelsgenossenschaft (BHG). Im Jahr 1993 wurde die Bahnmeisterei aufgelöst.
Das heutige Aussehen erhielt das Bahnhofsgelände ab 2002, als mit dem Streckenausbau Leipzig–Chemnitz Teile der Gleisanlagen zurückgebaut wurden. Die Personenverkehrsanlagen wurden komplett neu errichtet und mit Aufzügen barrierefrei zugänglich gemacht. Der Hausbahnsteig, der Zungenbahnsteig der S-Bahn sowie der Mittelbahnsteig besitzen eine Höhe von 55 Zentimetern sowie eine Länge von mindestens 170 Metern. Vom hier stehenden elektronischen Stellwerk des Herstellers Thales werden seit Dezember 2004 die gesamte Bahnstrecke Leipzig–Geithain ab Mölkau und zusätzlich die Bahnstrecken Neukieritzsch–Chemnitz zwischen Frohburg und Wittgensdorf Mitte sowie die ebenfalls zum Regionalnetz Mittelsachsen der DB Netz gehörende Strecke Borsdorf–Coswig zwischen Beucha und Leisnig gesteuert.
Die Teilstrecke von Borna bis Geithain wurde im Sommer 2010 elektrifiziert, sodass die ehemals von Leipzig über Borna nach Geithain verkehrende Nahverkehrslinie MRB 2/70 mit Eröffnung des nur elektrisch befahrbaren City-Tunnels Leipzig im Dezember 2013 in das Netz der S-Bahn Mitteldeutschland einbezogen werden konnte. Ab 15. Dezember 2013 nutzte die Linie S4 den Streckenabschnitt zwischen Neukieritzsch und Geithain, ab dem 13. Dezember 2015 die S3, seit dem 10. Dezember 2017 ist es die S6.

## Verkehrsanbindung
| Linie                    | Zuglauf                                                                               | Takt (min)      | EVU                |
| ------------------------ | ------------------------------------------------------------------------------------- | --------------- | ------------------ |
| RB 113                   | Leipzig Hbf – Bad Lausick – Geithain                                                  | 60 (mit Lücken) | DB Regio Südost    |
| RE 6                     | Leipzig Hbf – Bad Lausick – Geithain – Narsdorf – Burgstädt – Chemnitz Hbf            | 60              | Transdev Regio Ost |
| S 6                      | Leipzig Messe – Leipzig – Markkleeberg – Neukieritzsch – Borna (b Leipzig) – Geithain | 60              | DB Regio Südost    |
| Stand: 12. Dezember 2021 |                                                                                       |                 |                    |